# Tuihanten
Die Tuihanten, Twihanten oder Tuihanti waren ein germanischer Stamm oder eine Gruppe aus der heutigen niederländischen Landschaft Twente in der Provinz Overijssel. Der Name ist lediglich in zwei Inschriften des 3. Jahrhunderts aus dem nordenglischen Housesteads (Northumberland) überliefert. Die Tuihanten gelten als protofränkische Klientele, die mit anderen Gruppen und Stämmen (Chamaver, Chattwarier) in der östlichen niederländischen Geest des 3./4. Jahrhunderts siedelten und in den Franken aufgingen.

## Inschriften

RIB 1594

Ende des 19. Jahrhunderts und in den Zwanzigerjahren des 20. Jahrhunderts wurden bei Ausgrabungen im Tempelbezirk des ehemaligen römischen Kastells Vercovicium zwei Votivsteine gefunden (RIB 1593, RIB 1594). Die von germanischen Soldaten römischer Auxiliareinheiten für den germanischen Gott Mars Thincsus gestifteten Steine zeigen im Inschriftenformular eine ethnische und geographische Zuordnung zu Germanen aus der Civitas der Tuihanten, die in einem friesischen Cuneus dienten. Auf einem dritten Votivstein vom selben Fundort wird eine weitere Einheit genannt, die von einem friesischen Offizier geführt wurde. Die Nennung des Kaisers Alexander Severus lässt eine exakte Datierung der Inschriften auf die Zeit von 222 bis 235 n. Chr. zu. Hier die Inschrift des ersten Votivsteins (RIB 1593):

„Deo / Marti et duabus / Alaisiagis et N(umini) Aug(usti) / Ger(mani) cives Tuihanti / cunei Frisiorum / Ver(covicianorum) Se(ve)r(iani) Alexand/riani votum / solverunt / libent[es] / m(erito).“

„Dem Gott Mars und den zwei Alaisiagen und der Göttlichkeit des Kaisers die Germanen vom Stamm der Tuihanten, aus dem Cuneus der Friesen von Vercovicium, loyal dem Alexander Severus, die willig und gern ihren Eid erfüllten.“

## Name
Günter Neumann sieht im Namen der Tuihanten ein zweigliedriges Possessivkompositum mit einem -ja-Suffix. Im ersten Glied liegt das klar erkennbare germanische Wort für die Kardinalzahl aus germanisch *tviha-/tvīha- aus *twò(u) = „zwei“ vor. Für das zweite Glied schließt er sich älteren Forschungsergebnissen an, die -hanti zu althochdeutsch hansa = „Kriegsschar“ stellen. Analoge Belege innerhalb der Germania liegen in gotisch hansa = „Gruppe, Menge“ oder altenglisch hōs  = „Gefolge“ vor. In der Folge wurde der inschriftliche Gruppenname wohl zunächst zu einem Ethnonym erweitert und ging später auf die Benennung der Landschaft Twente (niederländisch Twenthe aus älterem Tuchenti) über. Eine analoge Bildung liegt bei der nördlichen niederländischen Provinz Drenthe vor, deren Name im 8. Jahrhundert als Thrianta von (west)germanisch *Dri-hanti belegt ist. Neumann sieht den Gruppennamen der Tubanten (= „zwei Gaue umfassend“), die für den gleichen Raum belegt sind, als synonym zu den Tuihanten. Außergermanisch wäre vom Bildungstyp her das keltische Ethnonym Tricorii, „die aus drei Heerhaufen bestehen“, mit Tuihanti vergleichbar.
Anders, und neu geht Alexander Sitzmann vor. Er geht ebenfalls vom Grundwort *tviha-/tvīha- aus, sieht im Gegensatz zu den bisherigen Erklärungsansätzen im Namen eine eingliedrige Bildung mit einem nt-Suffix vorliegen und vergleicht mit althochdeutsch zwe(h)o, altsächsisch twe(h)o, altenglisch twēo für „Zweifel“. Des Weiteren vergleicht er mit gotisch tweihnai = „beiden“ und der Phrase tweihnós paidós = „je zwei Röcke“ sowie mit altenglisch be-twēonum und altfriesisch twīne zu altindisch dvikaḥ = „aus zwei bestehend“. Er sieht daher das h (Tui-h-ant(i), -h-anti) als regulären Verschub aus indogermanisch /k/ zu germanisch <h> und im nt-Suffix den Ausdruck einer kollektiven, individualisierenden und affektierten Funktion ohne eine diesbezügliche (neue) Gesamtbedeutung des Ethnonyms anzubieten.